# Stamford, Connecticut
Stamford là một thành phố tại quận Fairfield, tiểu bang Connecticut, Hoa Kỳ. Thành phố nằm trong Vùng đô thị New York. Dân số theo điều tra năm 2005 của Cục điều tra dân số Hoa Kỳ là 120.045 người, dân số theo điều tra năm 2010 là 122.643 người, là thành phố lớn thứ 4 bang và là thành phố lớn thứ 8 ở New England, diện tích là km². 